# Vrroum !
Pour plus de détails, voir Fiche technique et Distribution.
Vrroum ! (Gee Whiz-z-z-z-z-z-z) est un film américain d'animation Looney Tunes de 6 minutes et mettant en scène Bip Bip et Vil Coyote réalisé par Chuck Jones en 1956.

## Fiche technique
- Réalisateur Chuck Jones
- Producteur Edward Selzer
- Compositeur Carl W. Stalling